# Saint-Léger-en-Yvelines
Saint-Léger-en-Yvelines – miejscowość i gmina we Francji, w regionie Île-de-France, w departamencie Yvelines.
Według danych na rok 1990 gminę zamieszkiwały 1074 osoby, a gęstość zaludnienia wynosiła 31 osób/km² (wśród 1287 gmin regionu Île-de-France Saint-Léger-en-Yvelines plasuje się na 617. miejscu pod względem liczby ludności, natomiast pod względem powierzchni na miejscu 12.).